# Волово (Молдова)
Волово также Волоаве (рум. Voloave) — село в Сорокском районе Молдавии. Наряду с селом Парканы входит в состав коммуны Парканы.

## География
Село расположено на высоте 197 метров над уровнем моря.

## Население
По данным переписи населения 2004 года, в селе Волоаве проживает 948 человек (450 мужчин, 498 женщин).
Этнический состав села:
| Национальность | Число жителей | Процентный состав |
| -------------- | ------------- | ----------------- |
| молдаване      | 933           | 98.42             |
| русские        | 7             | 0.74              |
| украинцы       | 5             | 0.53              |
| румыны         | 2             | 0.21              |
| болгары        | 1             | 0.11              |
| Всего          | 948           | 100%              |